# Lupta cu taurul
Lupta cu taurul este o pictură în ulei pe pânză din 1865-1866 realizată de pictorul francez Édouard Manet. Lucrarea se află acum în Musée d'Orsay. A fost realizat după călătoria artistului în Spania în 1865 și face parte din perioada sa spaniolă (1862-1867).
Admirată și susținută de Charles Baudelaire și Émile Zola, lucrarea a fost atât de puternic atacată de alți critici de artă, încât Manet a păstrat-o în studio până în 1872, când frații Goncourt au lăudat-o.